# هربرت ولز (لاعب كرة قدم)
هربرت ولز (بالإنجليزية: Herbert Wells)‏ هو لاعب كرة قدم أمريكي، ولد في 4 مايو 1901، وتوفي في 1978.

## روابط خارجية
- هربرت ولز على موقع قاعدة بيانات كرة القدم.إي يو (الإنجليزية)
- هربرت ولز على موقع أوليمبيديا (الإنجليزية)